# يونس الحسين الشيباني
يونس الحسين الشيباني  من مواليد 27 يونيو 1981 في مصراتة، ليبيا، وهو لاعب كرة قدم ليبي معتزل، سبق له اللعب لنادي الاتحاد الليبي من 2006 حتى 2013، ولعب أيضا في المنتخب الليبي لكرة القدم خلال الفترة من 2003 حتى 2012.
يُعتبر يونس الشيباني واحداً من أفضل المُدافعين على المستوى العربي والإفريقي حيث ساهم بـِ شكل كبير في وصول فريقه الاتحاد لـِ نصف نهائي دوري أبطال أفريقيا 2007 عندما سجل 5 أهداف وتفوق على العديد من المُهاجمين الكبار في القارة السمراء رغم أنهُ يلعب كمُدافع، كما ساهم في وصول فريق الاتحاد إلى نصف نهائي كأس الاتحاد الأفريقي عام 2010 وسجل هدف في مباراة نصف النهائي من ضربة حرة جميلة.
يملك يونس الشيباني تسديدات قوية جداً ويمتاز بالتسجيل بالرأس، كما حقق يونس العديد من البُطولات مع ناديه الاتحاد حيث توج معهم بلقب الدوري الليبي وكأس ليبيا وكاس السوبر الليبي عدة مرات وساهم في وصول المُنتخب الليبي إلى كأس الأمم الأفريقية مرتين في 2006 و 2012، وكان قد استدعي أول مرة للعب في المنتخب الليبي عام 2003 .
يعمل يونس الشيباني حالياً كمساعد مدرب بنادي الاتحاد الليبي.

## وصلات خارجية
- يونس الحسين الشيباني على موقع قاعدة بيانات كرة القدم.إي يو (الإنجليزية)
- يونس الحسين الشيباني على موقع ناشيونال فوتبول تيمز (الإنجليزية)
- يونس الحسين الشيباني على موقع عالم كرة القدم.نت (الإنجليزية)